# سوپرگروپ
سوپرگروپ (سهامی عام) (به انگلیسی: SuperGroup plc) یک شرکت بریتانیایی تولید لباس برند و صاحب لیبل سوپردرای است. محصولات Superdry ترکیبی از سبک آمریکانو به همراه طراحی‌های الهام گرفته از ژاپن است. سوپر گروپ در بورس سهام لندن به عنوان یک جزء از شاخص FTSE 250 است.

## تاریخچه
برند سوپردرای (به انگلیسی: Superdry) توسط ایان هیبس و جولیان دانکرتون در چلتنهام در سال ۱۹۸۵ و به عنوان «لباس فرقه‌ای» ارائه می‌شد. پس از آن و در طول دهه ۱۹۹۰ و تأسیس فروشگاه در تعدادی از محله‌های دانشگاهی و شهرستان‌های انگلستان از آکسفورد و کمبریج تا ادینبورگ و بلفاست گسترش یافت. افتتاح اولین فروشگاه تحت نام Superdry در کاونت گاردن لندن و در سال ۲۰۰۴ بود.
پس از آن، و با گسترش در سطح بریتانیا و سپس در جهان، تا سال ۲۰۱۲ این برند در ۴۰ کشور جهان در سراسر اروپا، آمریکای شمالی، آمریکای جنوبی، خاور میانه، استرالیا و آسیا، دارای فروشگاه بود.

## تصویر

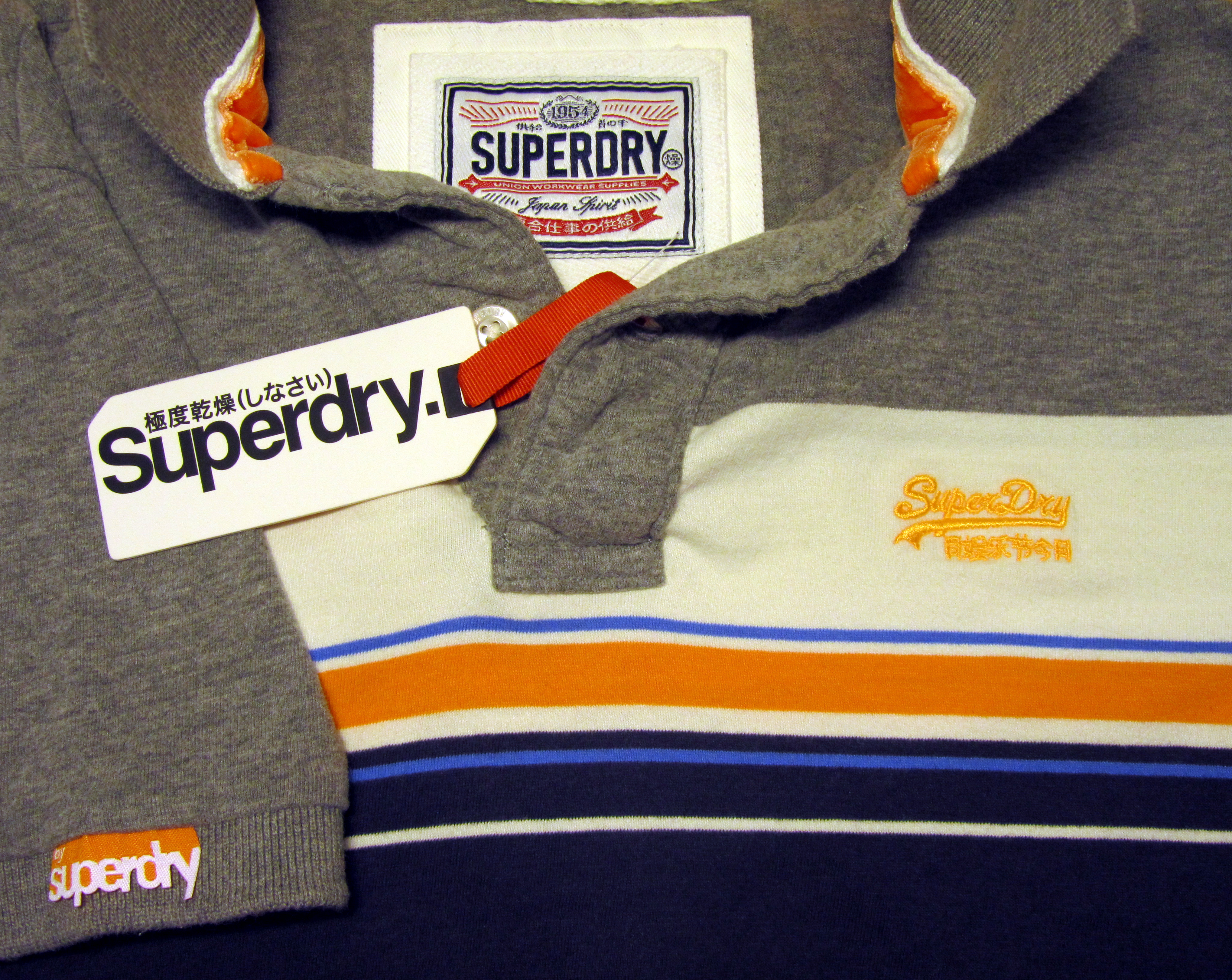
پیراهن با مارک سوپرگروپ

سوپر درای به صورت آشکار و فروان تبلیغات انجام نمی‌دهد و از چهره‌های معروف استفاده نمی‌کند. با این حال یکی از ژاکت‌های این برند که توسط دیوید بکهام پوشیده شده بود، از ۲۰۰۷ تا اوایل ۲۰۰۹، به فروش بی‌نظیری با رقم ۷۰ هزار عدد رسید و یکی از پرفروش‌ترین محصولات این برند شد.
محصولات این شرکت شامل متون اغلب بی‌معنی ژاپنی است. در یک شوی تلویزیونی ژاپنی در ۲۰۱۱، این شرکت توضیح داد که از یک ماشین ساده ترجمه برای تولید متون ژاپنی استفاده می‌کند و به این موضوع که اغلب متون بی‌معنی هستند آگاه است. متن ژاپنی به همراه لوگو در این برند نیز ترجمه ژاپنی عبارت Super Dry است و معنای متن تولید شده، «خشک شدن حداکثری» است.

## درایران
سوپردرای در ایران نیز به فعالیت می‌پردازد و در حال حاضر در تهران دارای چند فروشگاه فعال می‌باشد.